# スティーヴン・ダンハム
スティーヴン・ダンハム（Stephen Dunham、1964年9月14日 - 2012年9月14日）は、アメリカ合衆国の俳優。

## 出演作品
- パラノーマル・アクティビティ4（ダグ）
- ゲット スマート
- ウエディング宣言
- 恋するマンハッタン シーズン2（ピーター）
- ハムナプトラ/失われた砂漠の都（ヘンダーソン）